# دوري كرة القدم المونتينيغري الدرجة الثانية 2018–19
دوري كرة القدم المونتينيغري الدرجة الثانية 2018–19 هو موسم من دوري كرة القدم المونتينيغري الدرجة الثانية ‏. فاز فيه FK Podgorica ‏.